# شوتک
شوتک (به هلندی: Showtek) یک گروه هارداستایل هلندی است که از دو برادر به نام‌های سیورد و ووتر یانسن تشکیل شده‌است. آن‌ها فعّالیّت خود در عرصهٔ موسیقی را در سال ۲۰۰۱ در سبک تکنو آغاز کردند؛ ولی در سال ۲۰۰۳ سبک خود را به هارداستایل تغییر دادند. آن‌ها نخستین آلبوم خود به نام "Today Is Tomorrow" را در سال ۲۰۰۷ تحت لیبل داچ مستر ورکس که خودشان آن را ایجاد کرده‌بودند منتشر کردند. شوتک نخستین گروه موسیقی‌ای بود که یک آلبوم هارداستایل را منتشر می‌کرد. آن‌ها در سال ۲۰۰۹ به دنبال تودی ایز تومارو دوّمین آلبوم خود را به نام "Analogue Players in a Digital World" منتشر کردند.